# اليكس فون
اليكس فون (17 فبراير 1980 بسانتياغو في تشيلي - ) هو لاعب كرة قدم ألماني وتشيلي في مركز قلب الدفاع. شارك مع منتخب تشيلي لكرة القدم. أما مع النوادي، فقد لعب مع أوسكو باشينغ وإيفرتون دي فينا ديل مار وريال إسبانيا وكولو-كولو ونادي أونيفرسيداد دي تشيلي ونادي باري ونادي بيلينينسش ونادي ريد بل سالزبورغ ونادي ماريتيمو ونادي أوستريا سالزبورغ وألكي لارانكا ‏ وSK Austria Kärnten ‏.

## مسيرته الكروية
لعب اليكس فون خلال مسيرته الاحترافية مع 9 أندية في ثمانية عشر موسمًا وسجل خلالها 14 هدفًا ضمن 273 مباراة. حيث فاز في موسم واحد بالكأس وفي ثلاثة مواسم بالدوري.
خاض اليكس فون مسيرته مع نادي أونيفرسيداد دي تشيلي في موسم 1999 ليلعب معه أربعة مواسم، مشاركًا في 90 مباراة سجل خلالها 5 أهداف. ثم انتقل إلى نادي باري في موسم 2002–03 واستمر معه طيلة ثلاثة مواسم، حيث شارك في 33 مباراة ولم يسجل أي هدف. لينتقل بعدها إلى نادي ريد بول سالزبورغ في موسم 2005–06 لمدة موسم واحد، مشاركًا في 6 مباريات ولم يسجل أي هدف أيضًا. ثم انتقل إلى نادي ماريتيمو في موسم 2006–07 لمدة موسم واحد، مشاركًا في 15 مباراة سجل خلالها هدفًا واحدًا. هذا وانتقل لاحقًا إلى ألكي لارانكا ‏ في موسم 2007–08 لمدة موسم واحد، مشاركًا في 23 مباراة ولم يسجل أي هدف. ثم انتقل بعدها إلى نادي بيلينينسش في موسم 2008–09 لمدة موسم واحد، مشاركًا في 10 مباريات ولم يسجل أي هدف أيضًا. ليعود وينتقل من جديد، لكن هذه المرة إلى نادي كولو-كولو ما بين عامي 2009 و2010 لمدة موسم واحد، لم يشارك في أي مباراة ولم يسجل أي هدف أيضًا. لينتقل بعدها إلى نادي إيفرتون دي فينا ديل مار في موسم 2010 ليلعب معه خمسة مواسم، مشاركًا في 94 مباراة سجل خلالها 8 أهداف.

## روابط خارجية
- اليكس فون على موقع قاعدة بيانات كرة القدم.إي يو (الإنجليزية)
- اليكس فون على موقع ناشيونال فوتبول تيمز (الإنجليزية)
- اليكس فون على موقع عالم كرة القدم.نت (الإنجليزية)